# كأس الخليج العربي تحت 23 سنة
كأس الخليج تحت 23 سنة أو ما يعرف سابقًا باسم كأس الخليج للمنتخبات الأولمبية، هي مسابقة كرة قدم دولية ينظمها الاتحاد العربي لكرة القدم للفرق تحت 23 سنة. يشارك بها 6 منتخبات وطنية لدول الخليج العربي. أقيمت أول نسخة منها في عام 2008 في السعودية.

## النتائج
| 2008 تفاصيل | السعودية | · السعودية                 | د/ر                   | · البحرين                  | · قطر                      | د/ر                   | · عمان                     |
| 2010 تفاصيل | قطر      | · الإمارات العربية المتحدة | 1–0                   | · الكويت                   | · عمان                     | 1–1 (ب.و.إ.) (4–2 ج.) | · قطر                      |
| 2011 تفاصيل | قطر      | · عمان                     | 0–0 (ب.و.إ.) (4–2 ج.) | · الإمارات العربية المتحدة | · السعودية                 | 2–1                   | · قطر                      |
| 2012 تفاصيل | قطر      | · السعودية                 | 2–0                   | · البحرين                  | · الإمارات العربية المتحدة | 0–0 (ب.و.إ.) (3–2 ج.) | · قطر                      |
| 2013 تفاصيل | البحرين  | · البحرين                  | 1–0                   | · السعودية                 | · الكويت                   | 0–0 (ب.و.إ.) (4–3 ج.) | · عمان                     |
| 2014 تفاصيل | البحرين  | · السعودية                 | 5–2                   | · الكويت                   | · عمان                     | 2–1                   | · الإمارات العربية المتحدة |
| 2016 تفاصيل | قطر      | · السعودية                 | د/ر                   | · عمان                     | · الإمارات العربية المتحدة | د/ر                   | · قطر                      |

### مجموع الفوز
| الفوز  | الدول                    | السنة                  |
| ------ | ------------------------ | ---------------------- |
| 4 مرات | السعودية                 | 2008، 2012، 2014، 2016 |
| مرة 1  | الإمارات العربية المتحدة | 2010                   |
| مرة 1  | البحرين                  | 2013                   |
| مرة 1  | عمان                     | 2011                   |

### الدول المشاركة
| المنتخب                  | 2008   | 2010   | 2011   | 2012   | 2013   | 2014   | 2016   | سنوات |
| ------------------------ | ------ | ------ | ------ | ------ | ------ | ------ | ------ | ----- |
| الإمارات العربية المتحدة |        | الأول  | الثاني | الثالث | م.م    | الرابع | الثالث | 6     |
| البحرين                  | الثاني | م.م    | م.م    | الثاني | الأول  | الخامس | الخامس | 7     |
| السعودية                 | الأول  | م.م    | الثالث | الأول  | الثاني | الأول  | الأول  | 7     |
| قطر                      | الثالث | الرابع | الرابع | الرابع | م.م    | السادس | الرابع | 7     |
| الكويت                   | م.م    | الثاني | م.م    | م.م    | الثالث | الثاني |        | 6     |
| عمان                     | م.م    | الثالث | الأول  | م.م    | الرابع | الثالث | الثاني | 7     |
| المجموع                  | 5      | 6      | 6      | 6      | 6      | 6      | 5      |       |

- الأول – البطل
- الثاني – الوصيف
- الثالث – المركز الثالث
- الرابع – المركز الرابع
- م.م – مرحلة المجموعات
- ي.ف.ب – يحدد فيما بعد
- فراغ – لم يتأهل / لم يشارك / انسحب
- حد أحمر – المستضيف

## وصلات خارجية
- الاتحاد العربي لكرة القدم